# Oriana Plaza Alford

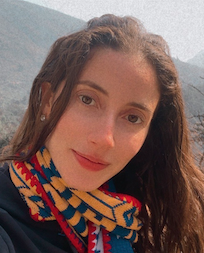
Oriana Plaza Alford (2022)

Oriana Plaza Alford (auch: Oriana Plaza) ist eine venezolanische Ballerina und Ballettlehrerin. Sie ist Primaballerina des Ballet Municipal de Lima und Direktorin der Alford Escuela de Ballet de Lima.

## Leben
Plaza Alford wurde in Caracas, Venezuela, geboren. Sie begann im Alter von sechs Jahren zu tanzen und besuchte die Ballettschule María Teresa Alford in Barquisimeto, wo sie von ihrer Mutter, der Tänzerin María Teresa Alford, unterrichtet wurde. Sie ging am Colegio 19 de Abril de la U.E. und am Colegio Madre Matilde in Caracas zur Schule. Im Jahr 2006 erhielt Plaza Alford ein Stipendium für die Nina-Novak-Akademie in Caracas, wo sie die polnisch-venezolanische Primaballerina, Choreografin, Ballettdirektorin und Ballettlehrerin Nina Novak (1923–2022) unterrichtete. Ihre Ausbildung zur professionellen Tänzerin schloss sie im Alter von vierzehn Jahren ab. Plaza Alford ist Stipendiatin des Ajkun Ballet Theatre, der Rock School for Dance Education in Philadelphia (USA) und Gewinnerin mehrerer Wettbewerbe. Sie ist unter anderem Finalistin des Wettbewerbs Youth America Grand Prix.
Plaza Alford war Mitglied des Teatro Teresa Carreño in Caracas, Venezuela, und ab 2012 Mitglied der Atlantic City Ballet Company (unter der Leitung von Phyllis Papa). Seit 2014 ist sie Ensemblemitglied des Ballet Municipal de Lima (unter der Leitung von Lucy Telge).
Plaza Alford hat eine breite internationale Präsenz. Unter anderem wurde sie zur Teilnahme an der international renommierten Gala Centenario Alicia Alonso im Jahr 2021 eingeladen. Die Gala begann im Teatro Auditorio de San Cugat, gefolgt von einer umfangreichen Tournee, u. a. mit den Stationen Teatro Principal de Zaragoza, Teatro Romea de Murcia, Teatro Principal de Alicante, Teatro EPD Gran Vía de Madrid, Teatro Calderón de Valladolid, Teatro Falla de Cádiz, Teatro Cervantes de Málaga, Gran Teatro de Córdoba, Teatro auditorio El Greco de Toledo und Palacio de Festivales de Santander.
Im Jahr 2020 eröffnete Plaza Alford in Lima (Peru) die Alford Escuela de Ballet, deren Leiterin sie auch ist.